# 瓦尔德里切
瓦尔德里切（義大利語：Valderice），是意大利特拉帕尼省的一个市镇。总面积52.9平方公里，人口12131人，人口密度229.3人/平方公里（2009年）。ISTAT代码为081022。